# Faisal I al Irakului
Faisal I (din Dinastia Hașemită care domnește azi în Iordania) (n. 20 mai 1885, Mecca, Hejaz Vilayet⁠(d), Imperiul Otoman – d. 8 septembrie 1933, Berna, Berna, Elveția) a fost rege al Irakului și al Siriei (care pe atunci includea și Liban). A fost cel de-al treilea fiu al emirului de Mecca, Hussein, și fratele mai mic al regelui Abdullah I al Iordaniei.  

## Domnia
Deoarece participase intens la Revolta Arabă din timpul Primului Război Mondial, Faisal a fost răsplătit. A devenit, în 1919 rege al Siriei Mari. Dar problema era că francezi doreau Siria, deci a început un război. În 1920 francezii ocupă Damasc, capitala țării. Drept urmare Faisal a fost detronat, iar Siria a devenit colonie franceză. Totuși, la 23 august 1921 Faisal devine rege peste o altă țară, și anume Irak. Doar că Irak nu era tocmai independent. Britanicii au impus un protectorat. Protectoratul se va încheia în 1932 datorită unui tratat semnat de Faisal cu englezii în 1930. Regele Faisal moare la data de 8 septembrie 1933. E succedat de fiul său, Ghazi I.